# Issa Pliïev
Issa Alexandrovitch Pliïev (également orthographié Pliev ; ossète : Плиты Алыксандры фырт Иссæ ; russe : Исса́ Алекса́ндрович Пли́ев), né le 25 novembre 1903 à Batako dans l'Empire russe et décédé le 6 février 1979 à Moscou en URSS, est un commandant militaire soviétique. 
Pliïev est le premier général de cavalerie de l'armée soviétique. Il devient général d'armée (1962), est titré à deux reprises héros de l'Union soviétique (16 avril 1944 et 8 septembre 1945), ainsi que héros de la République populaire mongole (en) (1971).
Pendant la Seconde Guerre mondiale, Pliïev commande plusieurs unités de cavalerie mécanisée, allant des régiments aux corps d'armée,. Les historiens militaires David Glantz et Jonathan House (en) le décrivent comme un « grand praticien des opérations de cavalerie en terrain défavorable ». Pliïev s'est fait connaître en Occident en grande partie pour son implication dans la crise des missiles de Cuba en 1962.

### Sources
- Harrel, John (2019). Soviet Cavalry Operations During The Second World War: The Genesis Of The Operational Manoeuvre Group. Pen & Sword Military.
- David Glantz et Jonathan House, When Titans Clashed: How the Red Army Stopped Hitler, University Press of Kansas, 2015 (ISBN 9780700621217)